# Aldealengua de Santa María
Aldealengua de Santa María es un municipio y población de España situado al nordeste de la provincia de Segovia, comunidad autónoma de Castilla y León, junto al río Riaza.
Tiene una superficie de 19,73 km², con una población de 59 habitantes (INE 2024).
Se encuentra situada junto a la carretera de Aranda de Duero a Ayllón, cerca de la cola del embalse de Linares.
Estuvo integrada en la Comunidad de Villa y Tierra de Maderuelo.

## Geografía

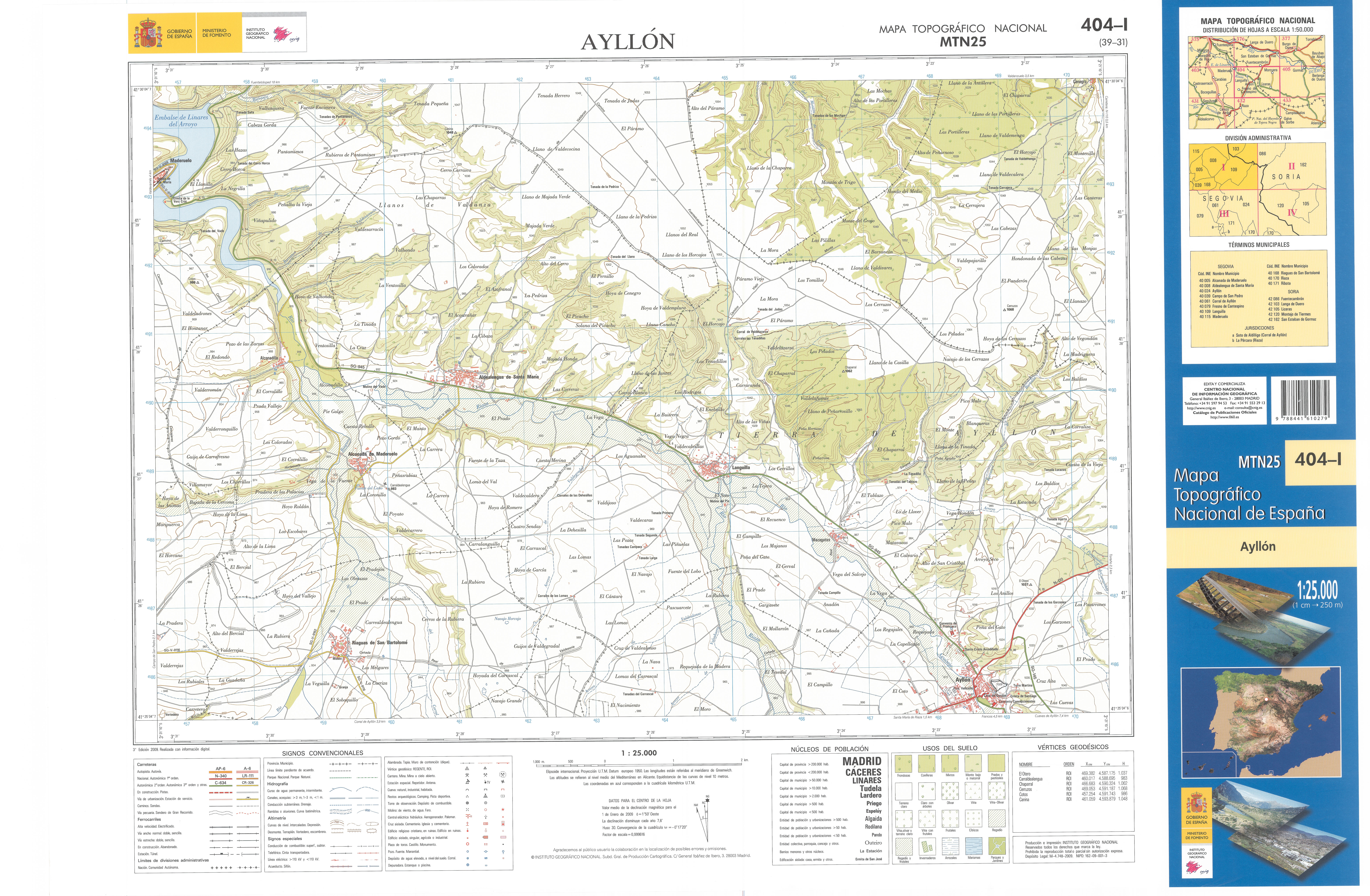
Fragmento de la hoja 404 del Mapa Topográfico Nacional de España de 2009 en el que se representa Aldealengua de Santa María

| Noroeste: Maderuelo             | Norte: Maderuelo           | Noreste: Maderuelo |
| Oeste: Alconada de Maderuelo    |                            | Este: Languilla    |
| Suroeste: Alconada de Maderuelo | Sur: Alconada de Maderuelo | Sureste: Languilla |

## Geografía humana

### Demografía
Cuenta con una población de 59 habitantes (INE 2024).
| Gráfica de evolución demográfica de Aldealengua de Santa María entre 1842 y 2021                                      |
| |
| Población de derecho según los censos de población del INE. Población de hecho según los censos de población del INE. |

## Administración y política

### Lista de alcaldes[2]
| Periodo   | Nombre                                                                          | Partido | Partido   |
| --------- | ------------------------------------------------------------------------------- | ------- | --------- |
| 1979-1983 | Jesús Bermúdez Maté                                                             |         | UCD       |
| 1983-1987 | Jesús Bermúdez Maté                                                             |         | AP-PDP-UL |
| 1987-1991 | Domingo Gadea Nuño                                                              |         | PSOE      |
| 1991-1995 | Joaquín Benito Sanz                                                             |         | PP        |
| 1995-1999 | Fernando de Lama Benito                                                         |         | PP        |
| 1999-2003 | Fernando de Lama Benito (1999-2000)Francisco Javier Maté Arribas (2000-2003)    |         | PP Ind.   |
| 2003-2007 | Justa Lucía de Marcos Arranz                                                    |         | PSOE      |
| 2007-2011 | Ángel Miguel Asenjo                                                             |         | PP        |
| 2011-2015 | María Esperanza Martín Maté                                                     |         | PSOE      |
| 2015-2019 | María Esperanza Martín Maté                                                     |         | PSOE      |
| 2019-2023 | María Esperanza Martín Maté                                                     |         | PSOE      |
| 2023-act. | Raúl Gadea Maté (2023 - 06.02.2025)María Esperanza Martín Maté (06.02.2025-act) |         | PP PSOE   |

Elecciones a la Diputación Provincial
El municipio pertenece al distrito electoral del partido judicial de Riaza en la Diputación Provincial de Segovia.

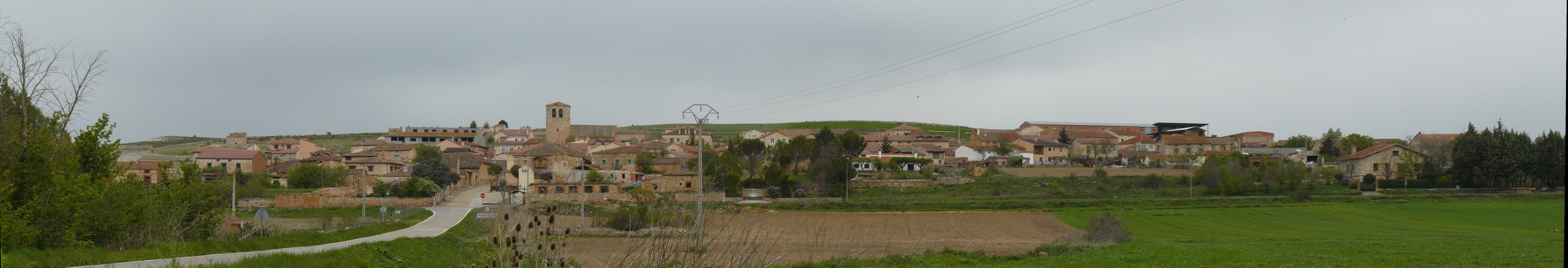
Aspecto de Aldealengua desde la carretera de Alconada.

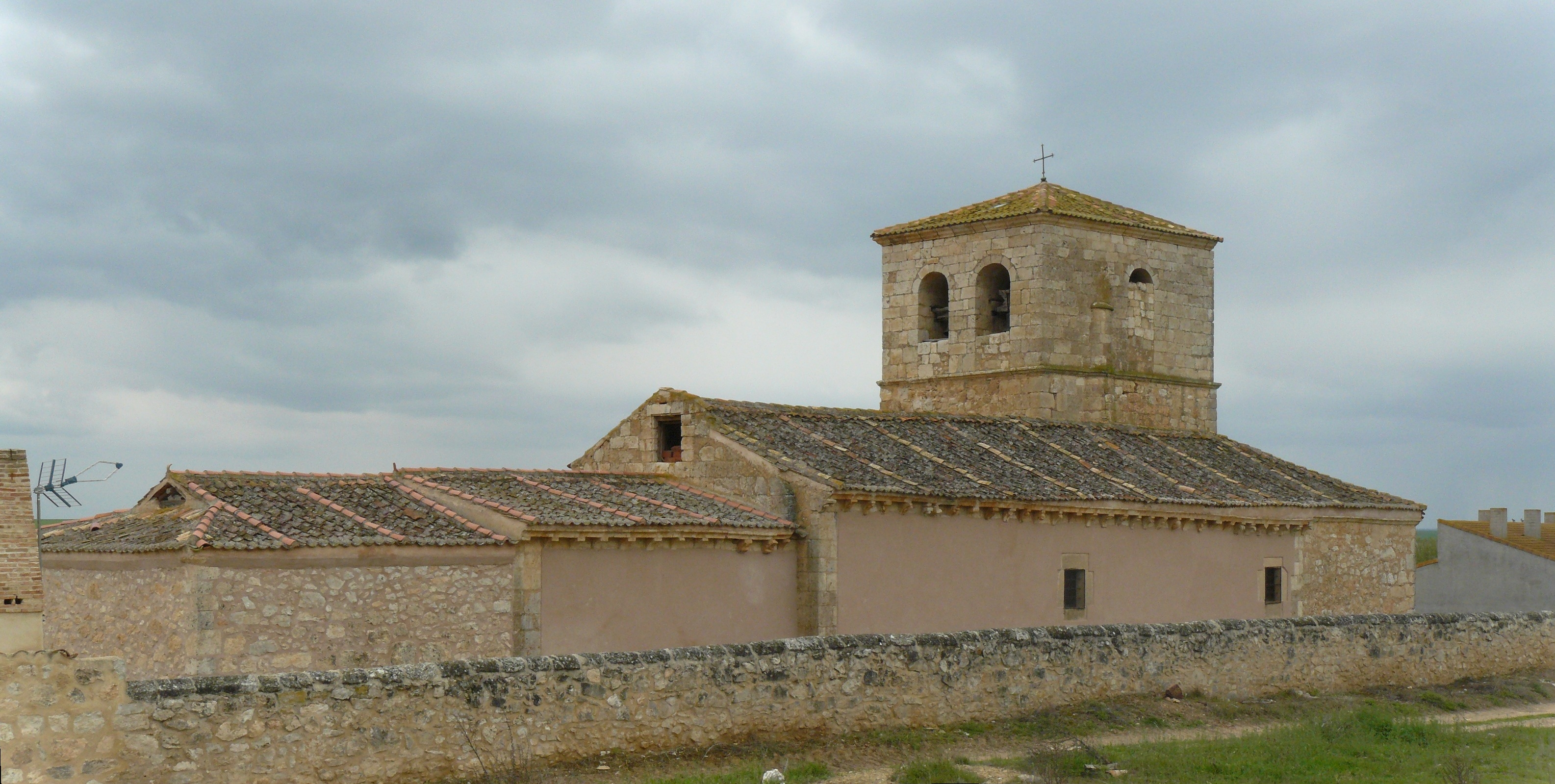
Iglesia de Nuestra Señora de la Asunción, de origen románico, en Aldealengua.

## Personas ilustres
Javier Maté Berzal. (Aldealengua 17-10-57) Futbolista del Celta de Vigo